# Table des caractères Unicode (BF000-BFFFF)
Cette page contient des caractères spéciaux ou non latins. S’ils s’affichent mal (▯, ?, etc.), consultez la page d’aide Unicode.
Cette page décrit la liste des caractères Unicode codés de U+BF000 à U+BFFFF en hexadécimal (782 336 à 786 431 en décimal).

## Sous-ensembles
Cette portion n'est pas encore attribuée.
La liste suivante montre les sous-ensembles spécifiques de cette portion d’Unicode.
| Sous-ensemble            | Réservés | Réservés | Décimal | Décimal |
| Sous-ensemble            | Début    | Fin      | Début   | Fin     |
| ------------------------ | -------- | -------- | ------- | ------- |
| —                        | B0000    | BFFEF    | 720 896 | 786 415 |
| Spécial (fin de plan 11) | BFFF0    | BFFFF    | 786 416 | 786 431 |

## Liste

### Spécial(fin de plan 11)
|      | 0 | 1 | 2 | 3 | 4 | 5 | 6 | 7 | 8 | 9 | A | B | C | D | E | F |
| ---- | - | - | - | - | - | - | - | - | - | - | - | - | - | - | - | - |
| BFFF |   |   |   |   |   |   |   |   |   |   |   |   |   |   |   |   |